# アトランタ・ホークスのチーム記録
アトランタ・ホークスチーム記録はNBAのアトランタ・ホークスのチーム記録である。
- 連勝=19(2014-15)
- 連敗=16(1975-76)

## 通算得点
1. 23,292　ドミニク・ウィルキンス
2. 20,880　ボブ・ペティット
3. 16,049　ルー・ハドソン
4. 13,447　クリフ・ヘイガン
5. 12,621　ジョン・ドリュー
6. 12,220　トレイ・ヤング（現役）
7. 10,606　ジョー・ジョンソン
8. 10,582　ケビン・ウィリス
9. 10,371　ジョシュ・スミス
10. 9,631　エディー・ジョンソン

## 通算リバウンド
1. 12,849　ボブ・ペティット
2. 8,656　ビル・ブリッジーズ
3. 7,332　ケビン・ウィリス
4. 6,119　ドミニク・ウィルキンス
5. 5,994　トゥリー・ロリンズ
6. 5,622　ゼルモ・ビーティ
7. 5,407　ジョシュ・スミス
8. 5,144　アル・ホーフォード（現役）
9. 5,116　クリフ・ヘイガン
10. 4,658　ダン・ラウンドフィールド

## 通算アシスト
1. 4,748　トレイ・ヤング（現役）
2. 3,866　ドック・リバース
3. 3,764　ムーキー・ブレイロック
4. 3,207　エディー・ジョンソン
5. 3,049　レニー・ウィルケンズ
6. 2,771　ジェフ・ティーグ
7. 2,653　ジョー・ジョンソン
8. 2,369　ボブ・ペティット
9. 2,321　ドミニク・ウィルキンス
10. 2,242　クリフ・ヘイガン

## 通算ブロック（73-74シーズンから）
1. 2,283　トゥリー・ロリンズ
2. 1,440　ジョシュ・スミス
3. 1,094　ディケンベ・ムトンボ
4. 747　ジョン・コンカック
5. 716　ダン・ラウンドフィールド
6. 697　アル・ホーフォード（現役）
7. 588　ドミニク・ウィルキンス
8. 460　クリント・カペラ（現役）
9. 436　テオ・ラトリフ
10. 425　ケビン・ウィリス

## 通算スティール（73-74シーズンから）
1. 1,321　ムーキー・ブレイロック
2. 1,245　ドミニク・ウィルキンス
3. 1,166　ドック・リバース
4. 859　ジョン・ドリュー
5. 857　ジョシュ・スミス
6. 741　エディー・ジョンソン
7. 632　ジェフ・ティーグ
8. 588　ジェイソン・テリー
9. 581　ケビン・ウィリス
10. 570　ステイシー・オーグモン

## 出場試合
1. 882　ドミニク・ウィルキンス
2. 814　トゥリー・ロリンズ
3. 792　ボブ・ペティット
4. 753　ケビン・ウィリス
5. 745　クリフ・ヘイガン
6. 730　ルー・ハドソン
7. 717　ジョン・コンカック
8. 683　ビル・ブリッジーズ
9. 676　ジョシュ・スミス
10. 619　エディー・ジョンソン

## 3ポイントシュート（NBAでは79-80より公式記録）成功
1. 1,277　トレイ・ヤング（現役）
2. 1,050　ムーキー・ブレイロック
3. 908　ジョー・ジョンソン
4. 818　カイル・コーバー
5. 745　ボグダン・ボグダノヴィッチ（現役）
6. 648　ジェイソン・テリー
7. 563　ケビン・ハーター（現役）
8. 549　スティーブ・スミス
9. 527　ディアンドレ・ハンター（現役）
10. 500　ドミニク・ウィルキンス

## フリースロー成功
1. 6,182　ボブ・ペティット
2. 5,288　ドミニク・ウィルキンス
3. 3,527　ジョン・ドリュー
4. 3,213　トレイ・ヤング（現役）
5. 2,969　クリフ・ヘイガン
6. 2,909　ルー・ハドソン
7. 2,633　レニー・ウィルケンズ
8. 2,207　ゼルモ・ビーティ
9. 2,147　ビル・ブリッジーズ
10. 2,044　ジョシュ・スミス

## 50得点以上
- 57得点　ボブ・ペティット
- 57得点　ルー・ハドソン
- 57得点　ドミニク・ウィルキンス（2回）
- 56得点　トレイ・ヤング
- 55得点　クリフ・ヘイガン
- 54得点　ドミニク・ウィルキンス
- 53得点　ドミニク・ウィルキンス
- 52得点　ボブ・ペティット（2回）
- 52得点　ドミニク・ウィルキンス
- 51得点　ボブ・ペティット（2回）
- 51得点　ドミニク・ウィルキンス
- 50得点　ボブ・ペティット（2回、内1回はプレイオフ）
- 50得点　ピート・マラビッチ（2回）
- 50得点　ジョン・ドリュー
- 50得点　ドミニク・ウィルキンス（2回）
- 50得点　シャリーフ・アブドゥル＝ラヒーム
- 50得点　トレイ・ヤング

## その他
- シーズン平均得点=31.1　ボブ・ペティット
- 新人平均得点=23.2　ピート・マラビッチ
- NBAオールスターウィーケンドに行なわれるスラムダンクコンテストに、ホークスからドミニク・ウィルキンスとスパッド・ウェブの2人が同時に出場したことがある。別の年にはウィルキンスは優勝しているが、その年には、身長のはるかに劣るウェブが優勝した。

トリプルダブル
- 7回　ムーキー・ブレイロック
- 5回　ビル・ブリッジーズ、クリフ・ヘイガン
- 4回　ドック・リバース、トゥリー・ロリンズ

## 主なアメリカ国籍以外の選手
- アレクサンダー・ボルコフ（ソビエト連邦）
- ディケンベ・ムトンボ（コンゴ民主共和国（旧ザイール））
- ママドゥ・ンジャイ（セネガル）
- エステバン・バティスタ（ウルグアイ）
- ザザ・パチュリア（ジョージア）
- スタニスラヴ・メドベデンコ（ウクライナ）
- アル・ホーフォード（ドミニカ共和国）
- デニス・シュルーダー（ドイツ）
- ターボ・セフォロシャ（スイス）
- ティアゴ・スプリッター（ブラジル）
- ボリス・ディアウ（フランス）
- クリント・カペラ（スイス）
- ボグダン・ボグダノヴィッチ（セルビア）
- モハメド・ゲイ（セネガル）
- パティ・ミルズ（オーストラリア）
- ヴィト・クレイチ（チェコ）
- ザカリー・リザシェイ（スペイン）
- ダイソン・ダニエルズ（オーストラリア）

## 現役中に亡くなった選手
- ジェイソン・コリアー